# STS-51-F
إس تي إس-51-اف (بالإنجليزية: STS-51-F)‏ وعرفت كذلك باسم سبيس لاب 2 (بالإنجليزية: Spacelab 2)‏الرحلة التاسعة عشر ضمن برنامج مكوك الفضاء لوكالة ناسا، والرحلة الثامنة على متن مكوك الفضاء تشالنجر، انطلقت الرحلة في 29 يوليو 1985 من مركز كينيدي للفضاء وقد تأخر اطلاقها مدة دقيقتين و18 ثانية عن الموعد المقرر بسبب فشل في معالجة الإطلاق، وهبطت في 6 أغسطس في قاعدة إدواردز الجوية، ضمت الحمولة مختبر فضائي، من أهداف الرحلة تقيم المشروبات الغازية من كوكا كولا وبيبسي بعد تناولها من قبل الرواد المشاركين، حملت الرحلة سبعة رواد الفضاء.